# 李洪林 (1925年)
李洪林（1925年9月10日—2016年6月1日），辽宁盖平人，原中共中央宣传部理论局副局长、原福建省社会科学院院长，中国大陆知名的改革派理论家，以思想犀利、文笔清冽著称。改革开放后，他倡导思想解放、反对个人崇拜，在1979年提出“读书无禁区”和“不是人民应该忠于领袖，而是领袖应该忠于人民”的观点，在八十年代的改革开放中发挥了重要作用，被誉为“中国新启蒙运动的旗手”、“中国自由化运动理论旗手”。

## 人物生平

### 早年生活
1925年9月10日，李洪林生于辽宁省盖平县大石桥李家屯，早年就读于北平弘达小学、南阳实验小学、西安女师附小、蚌埠竞存小学、淮阴东望小学、汉口英明小学、沅陵辰郡联中、广元太华中学、洛阳复旦中学、虢镇陕西省立西安二中，1946年2月前往西北农学院学习农业经济，期间于1946年6月30日经由中共地下党平凉特委书记李殿成介绍批准加入中国共产党从事地下工作。1948年毕业后任职于延安大学教育处。

### 毛泽东时期
中华人民共和国成立后曾在西北师范学院任教，后调入中共中央政治研究室。1959年，他在负责编辑《思想界动态》时因刊登一封武汉华中工学院学生张治水批评“三面红旗”的来信而被批判，并被下放至北京周口店公社瓦井村劳动。1961年，到河北省新城县整顿人民公社，任高碑店公社“孙家漫撒”大队工作组长。1962年赴湖南宁乡县花明楼公社炭子冲大队调查，在武汉受毛泽东接见。1964年编成《毛泽东著作专题摘录》后，赴北京通县高各庄大队参加“四清”。1965年秋与张茂英相识，一见如故，于1966年1月15日共结连理。

### 改革开放早期
1977年出任中国历史博物馆党史研究室主任。1978年春，他撰写的《科学和迷信》一文批判了对毛泽东的迷信。该文经改写后发表于《中国青年》杂志，并得到胡耀邦赞许。时任中共中央宣传部部长的胡耀邦因此将其调入中宣部工作，担任理论局副局长。1979年，他受三联书店董秀玉之邀为《读书》杂志创刊号撰写了首篇文章《读书无禁区》，轰动一时。

1979年1月26日，李洪林在理论工作务虚会上作题为《领袖和人民》的发言，提出：
领袖和干部当然要从事领导工作，并且也有一定的权力和威信，这是毫无疑问的。但是，他们的权力是人民给的，而不是从天上掉下来的。要向人民负责，要为人民做好事，才能得到人民的信任。因此，是领袖应当忠于人民，而不是人民应当忠于领袖。在那“史无前例”的十年里，公开宣扬封建道德，这是社会主义中国的耻辱，有损于中国人民的尊严。实践证明，“人民必须忠于领袖”的原则，已经严重地阻碍了我们社会的发展，因此必须抛弃它，而代之以“领袖必须忠于人民”的原则。这是社会主义社会领袖和群众相互关系的一条准则。
拨乱反正时期，辽宁省委第一书记任仲夷主张为张志新平反遇到很大阻力，主张平反的人以李洪林的发言为依据说：“张志新的言论比李洪林的差多了，如果张志新有罪，李洪林就更加有罪，如果李洪林的发言是正确的，张志新就应该平反”，最终使张志新沉冤得雪，随后《领袖和人民》于1980年9月在《人民日报》刊出，被评为该报1980年一等优秀作品。当时许多因为所谓“恶毒攻击罪”而被判重刑入狱的，看到文章后给李洪林写信，要求帮助伸冤。黑龙江一个人1959年因为给彭德怀鸣不平而被判重刑，家中只有老母一人，因思念他而病倒，他害怕今生再也见不到母亲了，请李洪林搭救。李洪林一边看信，一边掉眼泪，立刻写了一封信给黑龙江省委。一两个月后，这个人出狱回家，和老母团聚了。同类的信件越来越多。李洪林把信集中起来，给邓小平写了一封信反映的问题，然后把申诉信一起送去。邓小平批示：“请胡耀邦同志处理。”胡耀邦批示公安部普查平反。几个月后，全国有200多桩这类冤案都平反了。不久，李洪林调到中宣部理论局工作。有一次，胡耀邦到中宣部来，见到李洪林，当面对他说：“你做了一件大好事。救人一命，胜造七级浮屠。你救了好几百人啊！”
1979年3月，在理论务虚会上，邓小平提出了“四项基本原则”，而后李洪林发表系列文章《我们坚持什么样的社会主义》《我们坚持什么样的无产阶级专政》《我们坚持什么样的党的领导》（第四篇《我们坚持什么样的马克思主义》于1989年发表），用三中全会精神解释四项基本原则，批驳了左倾回潮风，支持各地因坚持思想解放而受压制的人，此举得到胡耀邦的支持，却遭到胡乔木的反对。1982年4月，“左王”邓力群出任中宣部部长后，李洪林被免去中宣部理论局副局长职务，并被取消中共十二大代表资格。
1983年赴福建省调查福日公司，所作调查报告披露了“殖民地企业”的真相。在清除精神污染运动中，从1983年底到1984年初，中宣部召开五次全体大会对李洪林进行重点批判，全都以失败告终。1984年他被调离中宣部，接受福建省委第一书记项南邀请，1985年6月出任福建省社会科学院院长，研究课题《福建在“一国两制”中的地位和作用》。1985年7月，在武夷山召开《“一国两制”与福建》学术讨论会。1985年底赴晋江调查乡镇企业，所作调查报告披露了“晋江假药案”的真相。
1986年1月，偕妻赴美，访问普林斯顿大学、纽约州立大学、哥伦比亚大学和夏威夷东西方中心，研究课题“四种主义在中国”并作多次讲学。1986年10月在北京参加国家社会科学“七五”规划会议，被选为国家重点课题《社会主义和资本主义比较研究》项目负责人。
在反对资产阶级自由化运动中，1987年3月李洪林被免去福建省社会科学院院长职务，返回北京。
1989年“六四事件”期间，李洪林参加了一次《光明日报》座谈会、参加了几次签名，并前往天安门广场呼吁学生停止绝食。此后，1989年7月7日至1990年5月9日，被“监视居住”。

### 二十一世纪
2012年，李洪林接受马国川专访《回首“理论风云”》。2013年，接受沈洪专访《百年道路话沧桑》。
2016年2月7日夜，李洪林之妻张茂英突发脑梗塞，其后于2月15日逝世，对李洪林的精神和健康造成致命打击。4月15日，李洪林在北京通州家中为来访的史义军题写人生座右铭“宜观星辰辨南北，勿随萤火逐东西”。4月下旬，李洪林被确诊为肺癌晚期，其后住院治疗。5月3日與王若水夫人馮媛談婦女解放話題。
2016年6月1日晚19时20分，李洪林因肺部感染在北京逝世，终年91岁。6月5日上午10时，李洪林送别仪式在八宝山兰厅举行，李洪林的儿子李少民主持仪式，为李洪林送行的有胡德平夫妇、朱厚泽夫人、于浩成家人、张显扬夫人、杨继绳、戴晴、郑仲兵、俞梅荪、章立凡及施滨海等300多人。

## 后世纪念
2017年，李洪林书赠哈佛大学费正清中心读书馆的大幅题字“读书无禁区”揭幕悬挂。
2021年，《当代中国研究》出版专辑，其中收入李洪林的《读书无禁区》和《领袖和人民》两篇文章，以及以及鲍彤、王若水、郭罗基、严家祺、阮铭、戴晴、胡平等人写的关于李洪林的20余篇文章。
2022年，美国之音发表了平章专访李洪林之子李少民的视频，回顾了父亲走过的道路、以及和陈伯达、田家英、邓力群、胡耀邦等人的互动。

## 家庭情况
父李济方，母高素筠，妻张茂英，前妻赵杰，长子少军，长女少华，次女少荣，次子少民。2016年，李洪林于金婚之日作《金婚赠茂英》一首：“惊鸿一瞥缔良缘，风雨同舟五十年。扶老挈幼手牵手，举案齐眉肩并肩。十年离乱苦相守，一堵牢墙两熬煎。含泪重逢忧变喜，以沫相濡酸亦甜。风云际会成青史，黄粱梦醒还家园。纸上挥毫虬龙走，书中漫步天地宽。莫愁岁月添白发，自有童心乐天年。”
李洪林自号“痴翁”，与“呆公”于浩成、“迂夫”郭罗基并称“京城三愚”。李少民在《北京之春》2001年9月号《自由的代价》一文中表示，想到一本书的主题：“从一个家庭两代人争取自由的遭遇看二十世纪的中国”，但恐怕没有时间写这么一部书了。

## 作品目录

### 著作
- 《辩证唯物主义的认识论》，甘肃人民出版社，1957年
- 《论自由》，上海人民出版社，1957年
- 《什么是官僚主义和宗派主义》，上海人民出版社，1958年
- 《辩证唯物主义学习方法的几个问题》，人民出版社，1958年
- 《社会主义与自由》，上海人民出版社，1980年
- 《社会主义和共产主义》，天津人民出版社，1980年
- 《科学和迷信》，天津人民出版社，1980年
- 《我们坚持什么》，北京：群众出版社，1981年
- 《社会主义和共产主义》（藏文），青海民族出版社，1983年
- 《理论风云》，北京：三联书店，1985年
- 《四种主义在中国》，北京：三联书店，1988年
- 《命運——李洪林自傳》，臺北：文統圖書，1993年，諾福克：當代中國研究中心，2022年，纽约：博登书屋，2025年
- 《中國思想運動史 1949-1989》，香港：天地圖書，1999年初版，2010年修訂版，2016年修訂版第二版
- 《天涯三憶》，香港：天地圖書，2011年

### 文章
-《人民日报》-
- 按劳分配是社会主义原则还是资本主义原则，人民日报1977年9月27日第3版
- 时间，人民日报1978年1月2日第3版
- 从择优录取谈消灭差别，人民日报1978年2月11日第2版
- 驳戚本禹对翦伯赞同志的诬陷，人民日报1978年9月15日第3版
- 科学和迷信，人民日报1978年10月2日第3版
- 我们党的历史仅仅是两条路线斗争的历史吗，人民日报1978年12月14日第3版
- 我们坚持什么样的社会主义，人民日报1979年5月9日第2版
- 我们坚持什么样的无产阶级专政，人民日报1979年6月22日第3版
- 我们坚持什么样的党的领导，人民日报1979年10月5日第3版
- 人民要公仆，不要长官，人民日报1980年5月23日第5版
- 坚定不移地贯彻三中全会的方针，人民日报1980年6月3日第5版
- 领袖和人民，人民日报1980年9月18日第5版接9月19日第5版
- “信仰危机”说明了什么，人民日报1980年11月11日第5版
- 执行三中全会路线 坚持四项基本原则，人民日报1981年4月24日第1版接第4版（特约评论员）
- 浅谈理论上的坚定，人民日报1982年2月15日第5版
- 民主的权威，人民日报1982年3月1日第5版
- 社会主义和对外开放，人民日报1984年10月15日第5版
- 发展和坚持，人民日报1985年1月7日第5版
- 从“一言堂”到“群言堂”，人民日报1985年4月22日第5版
- 关键是发展生产力，人民日报1985年5月24日第5版
- 理论的力量，人民日报1986年1月3日第5版
- 论竞争，人民日报1988年5月16日第5版
- 音响与文明，人民日报1989年3月2日第8版

-《读书》-
- 读书无禁区，《读书》1979年第1期
- 共产党人应该讲修养，《读书》1979年第4期
- 生死荣辱之间，《读书》1980年第5期
- 埋头读书研究，《读书》1982年第2期
- 时代和权威——关于权威的札记，《读书》1985年第1期
- 风俗、妇女与婚姻，《读书》1988年第7期

-其他-
- 揭批“四人帮”是一场历史性大决战，《历史研究》1978年第3期
- 必须批判“四人帮”的“资产阶级法权论”，《哲学研究》1978年第7期
- 翦伯赞同志十年祭——驳戚本禹对翦伯赞同志的诬陷，《历史研究》1978年第9期
- 破除迷信 掌握科学，《中国青年》1978年第1期（特约评论员）
- 打破党史禁区，《历史研究》1979年第1期
- 择优录取与阶级路线，《人民教育》1979年第1期
- 历史主动性和历史局限性，《光明日报》1980年1月3日
- 发展变化和安定团结，《生活》1981年第1期
- 我们坚持什么，《法学杂志》1981年第1期
- 岳飞墓随笔，《新观察》1984年第13期
- 理论的力量——为《现代哲学》作，《现代哲学》1985年第1期
- 改革是前进 不是让步，《福建论坛》1985年第1期
- 从“一言堂”到“群言堂”，《群言》1985年第2期
- “人人有饭吃”简析，《群言》1985年第8期
- 现代化与民主，《世界经济导报》1986年6月2日第291期
- 真理和大棒，《新观察》1986年第22期
- 九十年后看戊戌，《新观察》1988年第22期
- 危机与改革，《新启蒙》第2期，湖南教育出版社，1988年12月
- 问题在哪里 出路在何处，《新观察》1989年第1期
- 我们坚持什么样的马克思主义，《马克思主义研究》1989年第1期
- 风雨十年，《新华文摘》1989年第3期
- 中国思想界的转折，《猛醒的时刻》，中外文化出版公司，1989年4月
- 献身真理——怀念黎澍，《中国社会科学》1989年第3期
- 我的“理论工作者”经历，《炎黄春秋》2008年第11期
- 怀念张遗，《炎黄春秋》2010年第5期
- 1959年的民间“彭德怀上书”，《炎黄春秋》2012年第3期
- 陈水扁这面镜子，《炎黄春秋》2013年第5期
- 我所了解的三次整风运动，《炎黄春秋》2015年第9期